# Franz Alexandrowicz
Franz Alexandrowicz, avstrijski general, * 4. december 1856, † 5. januar 1927.

## Življenjepis
Potem ko se je 1. julija 1909 upokojil, je bil 4. junija 1912 povišan v naslovnega generalmajorja.

## Pregled vojaške kariere
Napredovanja
- naslovni generalmajor: 4. junij 1912